# Stian Johannsen
Stian Johannsen (nacido en Noruega) es un músico noruego. Es más conocido por haber sido el vocalista y bajista de la banda de black metal Mayhem con el seudónimo Occultus.
Stian estuvo un breve período en la banda en 1991. Se encargó del bajo y las voces después de que el anterior vocalista, Dead, se suicidará y el anterior bajista Necrobutcher abandonara la banda.
Ha tocado con otras bandas como: Con Anima, Shadow Dancers, Thyabhorrent, Einar Grimm Group, Pussycunts, Perdition Hearse, Soul Transition.
También fue uno de los fundadores de la tienda Helvete, junto con Euronymous.